# Yashan
Yashan är en ort i Kina. Den ligger i den autonoma regionen Guangxi, i den södra delen av landet, omkring 180 kilometer öster om regionhuvudstaden Nanning.
Runt Yashan är det tätbefolkat, med 319 invånare per kvadratkilometer. Närmaste större samhälle är Bobai, 8,8 km norr om Yashan. Omgivningarna runt Yashan är en mosaik av jordbruksmark och naturlig växtlighet.
Genomsnittlig årsnederbörd är 2 419 millimeter. Den regnigaste månaden är juli, med i genomsnitt 403 mm nederbörd, och den torraste är januari, med 40 mm nederbörd.